# Паулиста (Параиба)
Паулиста (порт. Paulista) — муниципалитет в Бразилии, входит в штат Параиба. Составная часть мезорегиона Сертан штата Параиба. Входит в экономико-статистический микрорегион Соза. Население составляет 11 460 человек на 2006 год. Занимает площадь 576,880 км². Плотность населения — 19,9 чел./км².

## Статистика
- Валовой внутренний продукт на 2003 год составляет 30 424 223,00 реалов (данные: Бразильский институт географии и статистики).
- Валовой внутренний продукт на душу населения на 2003 год составляет 2675,60 реалов (данные: Бразильский институт географии и статистики).
- Индекс развития человеческого потенциала на 2000 год составляет 0,619 (данные: Программа развития ООН).